# Paulette Christian
Paulette Christian (nacida como Paulette Sandán; Niza, 1927-Buenos Aires, 20 de noviembre de 1967) fue una vedette, cantante y actriz francesa.

## Biografía
Nacida con el nombre de Paulette Sandán, la artista que irradiaba chispa y picardía, y que durante la Segunda Guerra Mundial había sido militante de la resistencia antinazi en su país, venía de una estadía artística de siete años en los Estados Unidos. Tenía un tipo de belleza melancólica y un estilo de sensualidad clásico de los primeros años de la televisión.
Diva y estrella francesa, brilló notablemente durante la época de oro del cine y la televisión argentina. Se lució junto con aclamadas figuras del momento como José Cibrián, Osvaldo Miranda, Ángel Magaña, Zulma Faiad, Jorge Larrea, Susana Campos y Amelia Bence, entre otras. Debutó en la pantalla chica en 1955.
Gracias a su vocación de bailarina y a su imponente belleza, la llevaron a debutar como primera actriz en varias revistas musicales argentinas, en las que luego plasmaría sus dotes vocales. Fue una de las pioneras bataclanas francesas en hacer carrera en Argentina, junto con May Avril y Xénia Monty.
Fue, entre otras cosas, una de las figuras que inauguró la televisión en Uruguay en 1956 con el programa Moulin Roug junto a Marcos Zucker y Nelly Raymond, bajo la dirección de su marido.

## Vida personal
Relacionada sentimentalmente en sus inicios con el actor José Cibrián, estuvo casada con el productor argentino Miguel de Calasanz.

## Muerte
Se suicidó con una sobredosis de barbitúricos el 20 de noviembre de 1967 en su hogar en la Capital Federal, producto de un profundo cuadro depresivo que venía padeciendo los últimos tiempos. Sus restos descansan en el Panteón de la Asociación Argentina de Actores del Cementerio de la Chacarita. Tenía 40 años. A su funeral recurrieron famosos como Mirtha Legrand, Irma Córdoba, José Cibrian, Eva Franco y Duilio Marzio, entre otros

## Filmografía
Actriz
- Cuidado con las colas   (1964)
- El campeón soy yo   (1960) (producido en 1955)
- Amor se dice cantando   (1957)
- Mi marido y mi novio   (1955)

## Radio
En 1965 presentó por Radio Splendid el Show de Paulette Christian.

## Televisión
- 1955:  Tres valses, por Canal 7.[4]
- 1956: Comedias musicales.[5]
- 1956: La abuela, la juventud y el amor, junto a Amalia Sánchez Ariño y Osvaldo Miranda.[6]
- 1956: Noches elegantes[7] con Osvaldo Miranda, Enrique Serrano y Alberto de Mendoza.
- 1957: Bohemia
- 1958: Él, ella y los otros, junto a Raúl Rossi.[8]
- 1959: La azafata enamorada, una telenovela que transmitió Canal 7, trabajando junto a Julián Bourges y Luis Dávila.[9]
- 1959: Amores cruzados
- 1960: Tropicana Club
- 1963: Un señor Locatti, junto con Alberto Locati.
- 1965: El Especial, producido por Miguel de Calasanz.

## Teatro
- Polydora, una comedia de André Gillois, junto a Marcel Marceau. Esta obra fue estrenada en el Teatro Universitario Franco-Argentino.
- Un ruiseñor cantaba, con Fernando Heredia (1963), con Amadeo Novoa y Nathan Pinzón, y como guionista-director, Miguel de Calasanz.[10][11]
- El signo de Kikota (1963) con Carlos Castillo dirigidos por Juan Serrador.[12]
- Boeing-Boeing (1964), con Beatriz Taibo, Osvaldo Miranda, Ernesto Bianco y  Ámbar La Fox.
- Delicado equilibrio (1967), de Edward Albee, en el Teatro Regina junto a Violeta Antier y Hugo Caprera.[13]